# Saïd Buteflika
Saïd Bouteflika (en árabe  : سعيد بوتفليقة, en Berber  : ⵙⵄⵉⴷ ⴰⵠⵓⵜⴼⵉⵇⴰ), nacido el 1 de   enero de 1958 en Oujda (Marruecos), es profesor y político argelino. Es el hermano y consejero especial de Abdelaziz Bouteflika, desde 1999 presidente de la República Popular Democrática de Argelia , sobre quien tendría una "considerable influencia".

## Biografía

### Infancia
Saïd Bouteflika nació en 1958 en Oujda , Marruecos, entonces base de la Wilaya V , al comienzo del ascenso de su hermano Abdelaziz, de veinte años en el entorno de Houari Boumediene, quien asumió a su vez la dirección de la wilaya.  Es el más joven de nueve hermanos.
Su padre Ahmed [cita requerida]  muere cuando tenía un año y es criado por su madre (que tiene un hammam), bajo la tutela de su hermano Abdelaziz y por la de Houari Boumediene, quien tomó el poder por un golpe de Estado en 1965.  Fue alumno del Colegio de Saint-Joseph de los Hermanos de las Escuelas Cristianas en El-Biar (Argel), y posteriormente estudió secundaria en los jesuitas, al igual que muchos otros próximos a los líderes.

### Exilio y regreso a Argelia
Graduado de la Escuela nacional politécnica  llegó a París en 1983 para preparar un doctorado en informática.  Su hermano, expulsado de la sucesión de Boumediene, acusado de malversación de fondos se unió a él. Saïd Bouteflika tiene un doctorado de postgrado de la Universidad Pierre-et-Marie-Curie ( París VI ) presentando su tesis sobre el reconocimiento de formas.
En 1987, Bouteflika puede regresar a Argelia y Saïd sigue a su hermano.  Trabaja como profesor universitario y se convierte en militante sindicalista.  Se casa con una bióloga.  En El Biar vive en el mismo edificio que su hermano.

### Consejero especial
En 1999 cuando su hermano Abdelaziz fue elegido presidente, fue nombrado consejero especial por un decreto no publicable; se ocupa oficialmente del servicio de informática. Comparte influencia en el gabinete con otros miembros como Ali Benflis o Larbi Belkheir de quienes logra deshacerse, del primero en 2003 y del segundo en 2005.  Es responsable de las campañas de reelección presidencial de su hermano en 2004 y 2008 y empieza a perfilarse como su sucesor potencial, sin embargo no logra ser nombrado vicepresidente.
En 2005, Abdelaziz Bouteflika fue hospitalizado en París por una úlcera que le obligó a frenar sus actividades. A partir de ese momento la importancia de Said va creciendo.  Según un funcionario de El Mouradia entrevistado por Jeune Afrique , "tiene la agenda del jefe del Estado, interviene en los nombramientos de ministros, diplomáticos, walis [prefectos], jefes de organizaciones públicas, e influye en la vida interna del Frente de Liberación Nacional. Al convertirse en esencial para acceder al presidente, el asesor especial es gerente de negocios de facto en El-Mouradia." 
En 2008, participó en la reelección de su hermano presionando a los empresarios para que financiaran la campaña y se aseguró de que los contratos públicos fueran confiados a familiares. Un cable estadounidense de ese año revelado por Wikileaks  indica que para Bernard Bajolet , "La corrupción, que afecta a los hermanos de Bouteflika [Said y Abdallah], alcanzó un nuevo pico e interfiere en el desarrollo económico".  Poco después, estallan varios escándalos de corrupción, donde se cita su nombre, tal vez por instigación del DRS (Departamento de Información y Seguridad de Argelia).
En 2010, creó el partido Rassemblement pour la concorde nationale (RCN), presidido por Sid Ahmed Layachi que muchos observadores consideran una preparación para la sucesión de su hermano, [cita requerida]  sin embargo, el inicio de las revueltas en el mundo árabe en 2011 enfría rápidamente sus ambiciones de sucesión. [cita requerida]
En 2013, Abdelaziz Bouteflika es hospitalizado en Val-de-Grace, París.  Según Jeune Afrique , Said Buteflika es el único que tiene acceso a su hermano enfermo, filtrando el acceso y dando instrucciones sobre el manejo de la crisis al primer ministro Abdelmalek Sellal , quien debe esperar 46 días para ver al Presidente. Le Matin incluso afirma que el propio Saïd Bouteflika firmó siete decretos de nombramiento en lugar de su hermano, y que bloquea otros nombramientos.  Al mismo tiempo, interviene en la crisis que sacude al FLN para imponer a un familiar como secretario general cuando se produce la siguiente reorganización ministerial.  El periodista y excapitán de la DRS, Hichem Aboud, quien revela la gravedad del estado del presidente, acusa a Saïd Bouteflika de "dirigir [el] país por poder", de estar "involucrado en muchos casos de corrupción" y de ordenar su persecución para silenciarlo.
En octubre del mismo año se reanudan los rumores de sucesión entre los hermanos, mientras que las maniobras que lo enfrentan al DRS y su líder, el general Toufik, continúan.  Esta guerra política se manifiesta en particular por un nuevo ataque de Hichem Aboud que acusa a Saïd Bouteflika de corrupción masiva y narcotráfico, pero también de homosexualidad, que es ilegal en Argelia.
Disminuido y casi paralizado, Abdelaziz Bouteflika finalmente se postula para un cuarto mandato en la elección presidencial argelina en 2014 y gana en la primera ronda. Poco después de la elección, mientras su hermano aún es poco visible, vuelven los rumores de los intentos de Saïd para sucederlo.  En noviembre, uno de sus parientes el empresario Ali Haddad, es el único candidato para dirigir el Foro de empresarios.
En septiembre de 2015, el presidente Bouteflika puso fin a las funciones del general Toufik, un despido interpretado por el hecho de que la realidad del poder está en manos de Saïd Bouteflika.
Para Frédéric Pons, Saïd Bouteflika prepara la sucesión de su hermano al acercarse a los islamistas moderados con quienes busca brindar un amplio apoyo popular al nuevo equipo que se hará cargo del país.
El 3 de junio de 2017, Saïd Bouteflika sorprendió al apoyar a los manifestantes que protestaron por el tratamiento del canal de Ennahar TV al escritor Rachid Boudjedra al manifestar su ateísmo. Es abucheado y expulsado de la manifestación.
En verano de 2017, según Le Matin , Saïd Bouteflika está en la mejor posición para suceder a su hermano en 2019, pero apostar por ello provocaría numerosas protestas. Se cita también el nombre del exministro Chakib Khelil.
En octubre de 2021, Saïd Bouteflika fue condenado a dos años de prisión por "obstruir la correcta conducción de la justicia".
Sigue encarcelado por corrupción en los casos Haddad y Louh, pero también por la financiación de la campaña electoral para el quinto mandato presidencial de su hermano, caso por el que fue condenado a ocho años de prisión en junio de 2022.
En octubre de 2022, el Tribunal de Apelación de Argel confirmó la sentencia de primera instancia que condenaba a Saïd Boudeflika a ocho años de prisión y levantó el embargo de sus bienes. La Defensa de Saïd Boudeflika anuncia recurso de casación.